# Südnilotische Sprachen
Die südnilotischen Sprachen sind eine Untereinheit der nilotischen Sprachen, die ihrerseits zum ostsudanischen Zweig der nilosaharanischen Sprachfamilie gehören. Südnilotische Sprachen werden im Westen Kenias, im Norden Tansanias sowie am Mount Elgon in Uganda gesprochen. Sie werden allgemein in die beiden Zweige Kalendschin und Datooga-Omotik eingeteilt, wobei es zur weiteren Unterteilung des Kalendschin unterschiedliche Ansichten gibt (siehe auch Kalendschin).

## Klassifikation
- Südnilotisch
  - Kalendschin
    - Nandi-Markweta
      - Nandi
        - Aramanik
        - Keiyo
        - Kipsigis (z. T. als eigener Zweig des Nandi-Marakwet gezählt)
        - Kisankasa
        - Mediak
        - Mosiro
        - Nandi
        - Terik (z. T. als eigener Zweig des Nandi-Marakwet gezählt)
        - Tugen

      - Markweta (Endo-Marakwet, Endo)

    - Elgon
      - Sabiny (Kupsabiny)
      - Sabaot

    - Pökoot (Pokot, Päkot, Suk)
    - Okiek

  - Datooga-Omotik
    - Datooga (Tatoga)
    - Omotik (Laamoot)

Das Omotik ist praktisch ausgestorben, da die meisten Sprecher zum ostnilotischen Maa übergegangen sind. Auch die Okiek geben ihre Sprache zunehmend zugunsten des Maa und anderer Nachbarsprachen auf.